# James Hyslop

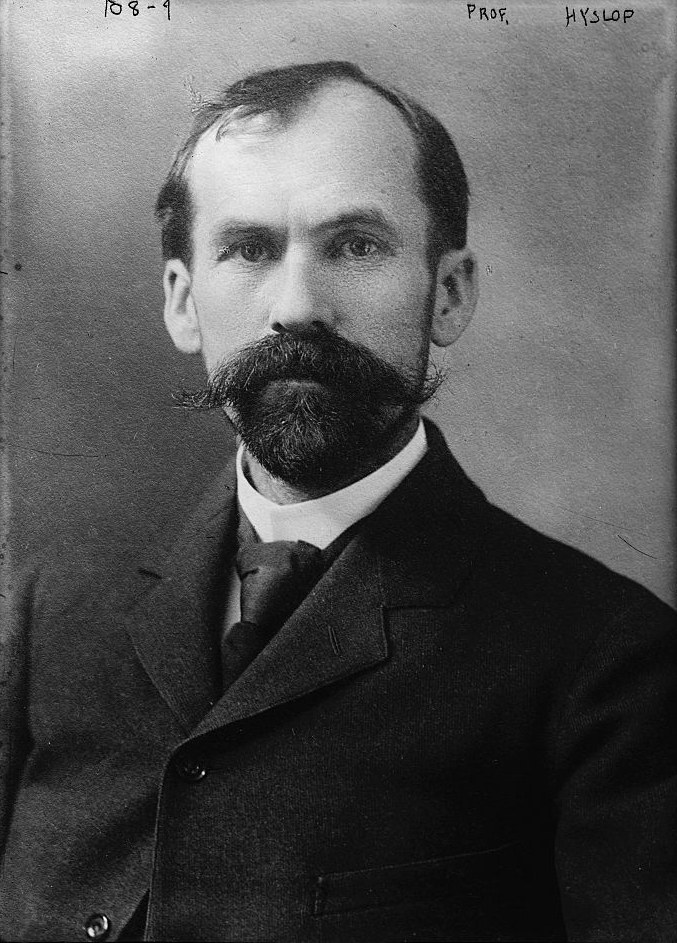
James Hyslop

James Hervey Hyslop (* 18. August 1854 in Xenia, Ohio, Vereinigte Staaten; † 17. Juni 1920 in Montclair, New Jersey, Vereinigte Staaten) war ein amerikanischer Philosoph und Parapsychologe.

## Leben und Wirken
Hyslop besuchte das College of Wooster, dieses schloss er 1877 mit dem Bachelor of Arts ab. 1882 bis 1884 lernte er an der Universität Leipzig, anschließend an der Johns Hopkins University, wo er 1877 zum Doctor of Philosophy graduierte. Von 1889 bis 1902 lehrte er als Professor Ethik und Logik an der Columbia University.
Er war an paranormalen Phänomenen interessiert und suchte in dieser Richtung Verbindungen zur Wissenschaft. Als Mitglied der American Society for Psychical Research (ASPR) organisierte er nach dem Tod von Richard Hodgson, am 20. Dezember 1905, diese neu und führte die ASPR als eigenständige Organisation weiter. Bis zu seinem Tod im Jahr 1920 war er Präsident der ASPR. Er gründete das American Institute for Scientific Research.
Hyslop war am 7. September 1875 bei einem Vortrag von George Henry Felt in der Wohnung von Helena Petrovna Blavatsky anwesend. Bei der nachfolgenden Diskussion kam erstmals der Gedanke zur Gründung der Theosophischen Gesellschaft (TG) auf. Am nächsten Tag, dem 8. September 1875, war er Mitunterzeichner der Gründungsurkunde für die TG. Über eine spätere Mitgliedschaft bei der TG ist jedoch nichts bekannt.

## Werke (Auswahl)
- Contact with the other world. The Century co., New York 1920
- Democracy; a study of government. C. Scribner's sons, New York 1899
- Enigmas of psychical research. G.P. Putnam's sons, London 1906
- Probleme der Seelenforschung. Hoffmann, Stuttgart 1909
- Science and a future life. G. P. Putnam's sons, London 1906